# Gabriele von Magnis
Gabriele von Magnis (* 24. März 1896 in Eckersdorf, Landkreis Neurode, Provinz Schlesien; † 8. März 1976 in Andernach) war Fürsorgerin und Sonderbeauftragte des Breslauer Bischofs Adolf Bertram für die Betreuung der katholischen „Nichtarier“ Oberschlesiens. Durch ihren Einsatz verhalf sie Menschen zur Ausreise, die durch das nationalsozialistische Regime verfolgt wurden.

## Leben
Gabriele von Magnis entstammte dem schlesischen Zweig der Adelsfamilie von Magnis. Ihre Eltern waren Anton Franz von Magnis (1862–1944), 1902–1918 Mitglied des preußischen Herrenhauses und Ehrenritter des Malteserordens, und Bianka, geb. Deym von Střítež. Zusammen mit neun weiteren Geschwistern, von denen vier bereits im Kindesalter starben, verbrachte Gabriele von Magnis ihre Kindheit auf dem elterlichen Gut in Eckersdorf in der Grafschaft Glatz. 1921 verließ sie das wohlhabende Elternhaus mit dem Wunsch, ihr Leben der Fürsorge von Menschen zu widmen, die zu den Außenseitern der Gesellschaft gehörten. Nach einer Gartenbaulehre in Weimar besuchte sie 1922–1923 die Säuglingspflegeschule in Münster und erlangte den Abschluss einer Säuglingspflegerin. Anschließend besuchte sie bis zum 31. März 1925 die Westfälische Wohlfahrtsschule in Münster. Das vorgeschriebene einjährige Praktikum absolvierte sie beim Landesjugendamt Berlin und beim Bezirksjugendamt Berlin-Wedding. Von September 1926 bis Dezember 1927 wirkte sie als Fürsorgerin in der Frauenhilfsstelle Berlin. Zu dieser Tätigkeit gehörte auch die Krankenhausfürsorge im Frauenkrankenhaus Berlin-Reinickendorf und die Betreuung Prostituierter.
Anfang 1928 wurde Gabriele von Magnis mit der Einrichtung einer Polizeifürsorgestelle beim staatlichen Polizeiamt im oberschlesischen Beuthen beauftragt. Zu ihren Aufgaben gehörten Besuche im Polizeigefängnis, die Vernehmung von Kindern, Jugendlichen und Prostituierten und die Zusammenarbeit mit der Kriminalpolizei. Nachdem die Polizeifürsorgestelle, die direkt dem Preußischen Innenministerium unterstellt war, 1933 aufgelöst worden war, erhielt Gabriele von Magnis ein Weiterbeschäftigungsangebot, das sie jedoch ablehnte, da sie nicht dem nationalsozialistischen Staat dienen wollte. Stattdessen nahm sie eine kirchliche Stelle als Pfarrhelferin in Gleiwitz-Richtersdorf an. Neben Verwaltungs- und Sekretariatsaufgaben war sie mit der Aufnahme und Integration neuer Pfarrgemeindemitglieder betraut sowie der Jugend- und Familienfürsorge. Dessen ungeachtet wurde sie im „Einwohner-Verzeichnis der Stadt Beuthen O.-S.“ von 1937 immer noch als „Magnis, Gabriele, Gräfin, Polizei-Fürsorgerin“ mit der Beuthener Wohnadresse Wilhelmplatz 1 aufgeführt.
1935 übernahm Magnis die Geschäftsführung der Beuthener Caritasstelle, die zugleich eine Nebenstelle des Breslauer St.-Raphaels-Vereins war, der 1871 „zum Schutze der deutschen Auswanderer“ gegründet wurde. Während der Zeit des Nationalsozialismus half der Verein hilfesuchenden Menschen, die wegen drohender politischer Verfolgung auswandern wollten und behördlicherseits Schikanen hinnehmen mussten. Wohl deshalb wurde Gabriele von Magnis im Frühjahr 1938 vom Breslauer Kardinal Adolf Bertram mit der Betreuung der katholischen „Nichtarier“ beauftragt. Diese wurden durch die nationalsozialistische Rassenideologie ebenfalls verfolgt, obwohl sie zum Teil schon vor mehreren Generationen zum Katholizismus konvertiert waren. Neben fürsorglicher und finanzieller Unterstützung war mit dem Auftrag vor allem die Hilfe zur Auswanderung verbunden. Neben bestehenden Kontakten zu Behörden und Wohlfahrtseinrichtungen kamen ihr bei dieser Tätigkeit auch Verbindungen zum Leiter der jüdischen Wohlfahrtsstelle und zum Richter am Amtsgericht zugute. Zudem konnte sie auf Informationen und Hinweise von Mitarbeiterinnen der oberschlesischen Caritasstellen zurückgreifen. Nachdem ihre Arbeit von der Gestapo bespitzelt worden war, wurde Magnis beim Beuthener Gestapoleiter vorstellig, um sich bestätigen zu lassen, dass es staatlicherseits erwünscht sei, dass der Caritasverband die Auswanderung von „Nichtariern“ und deren Frauen und Kindern unterstütze. Dadurch erreichte sie einen Handlungsspielraum, den sie so weit als möglich nutzte. Zudem half sie den Betroffenen, die Lebensbedingungen erträglich zu gestalten.
Nachdem die Rote Armee Ende Januar 1945 Beuthen eingenommen hatte, verließ Gabriele von Magnis die Stadt in der Absicht, die Verwaltung des elterlichen Gutes in Eckersdorf zu übernehmen, da sich ihr Bruder Ferdinand noch im Krieg befand. In Eckersdorf engagierte sie sich fürsorgerisch für die einheimischen Hilfsbedürftigen, vor allem aber für die Flüchtlinge, die versuchten, vor der heranrückenden Roten Armee nach Westen zu fliehen. Mit Hilfe der Armen Schulschwestern, die Breslau verlassen mussten, richtete sie im ehemaligen Kindergarten ein Heim für alte und gebrechliche Flüchtlinge ein. Im Februar 1946 musste Gabriele von Magnis – zusammen mit den Dorfbewohnern – ihr Gut innerhalb weniger Stunden verlassen.
Schon bald nach ihrer Ankunft in Niedersachsen wurde sie vom Hildesheimer Generalvikariat mit der Vertriebenenfürsorge beauftragt. Nach ihrer Pensionierung 1958 verlegte sie ihren Wohnsitz nach Würzburg. Ihre Tätigkeit, mit der sie Verfolgten des NS-Regimes half, wurde erst nach ihrem Tod mit dem 1995 erschienenen „Wort der Deutschen Bischöfe zum Gedenken an das Ende des Zweiten Weltkriegs von 50 Jahren“ bekannt.